# گذرگاه شیپکا

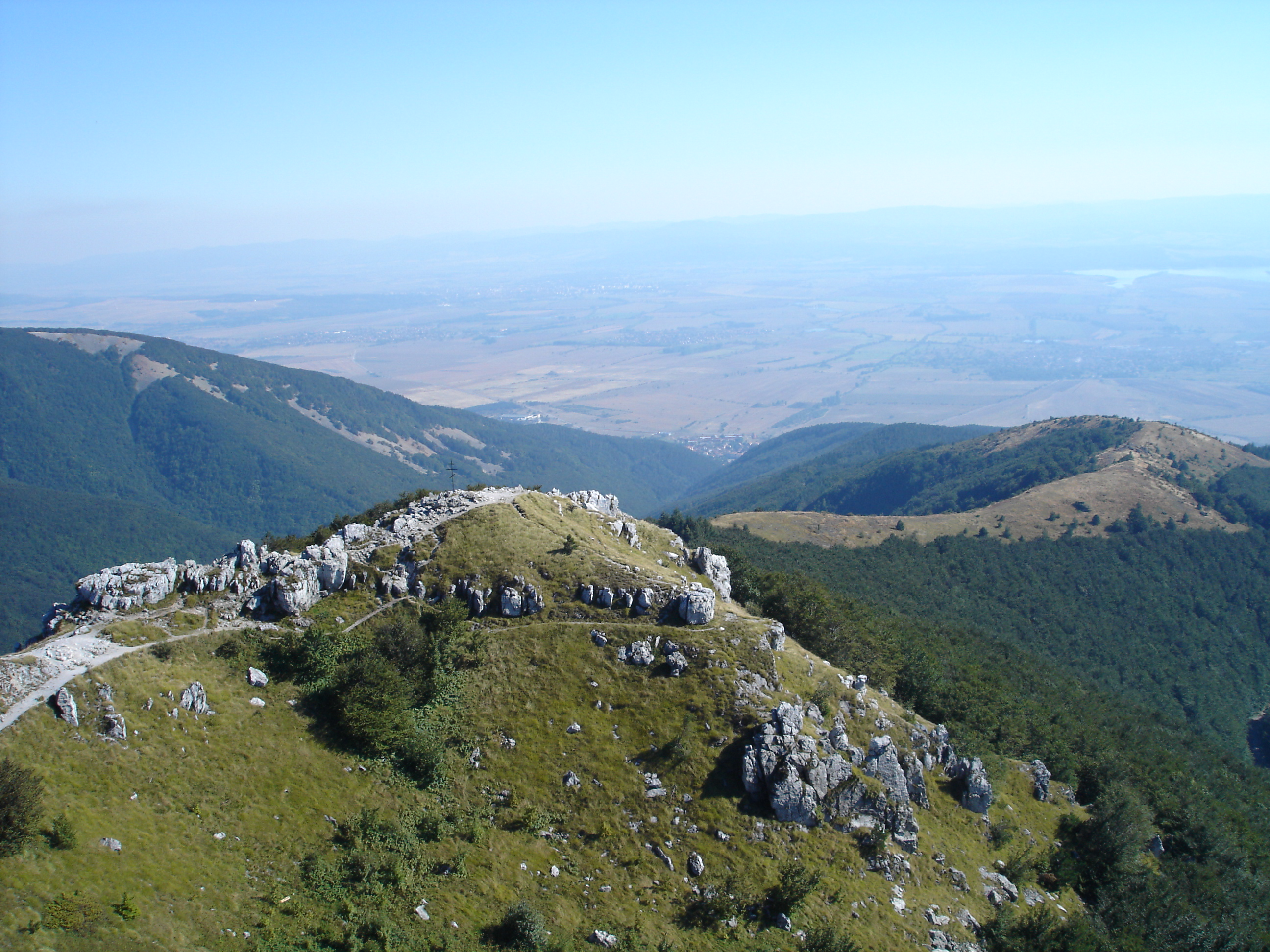
نمایی از گذرگاه شیپکا

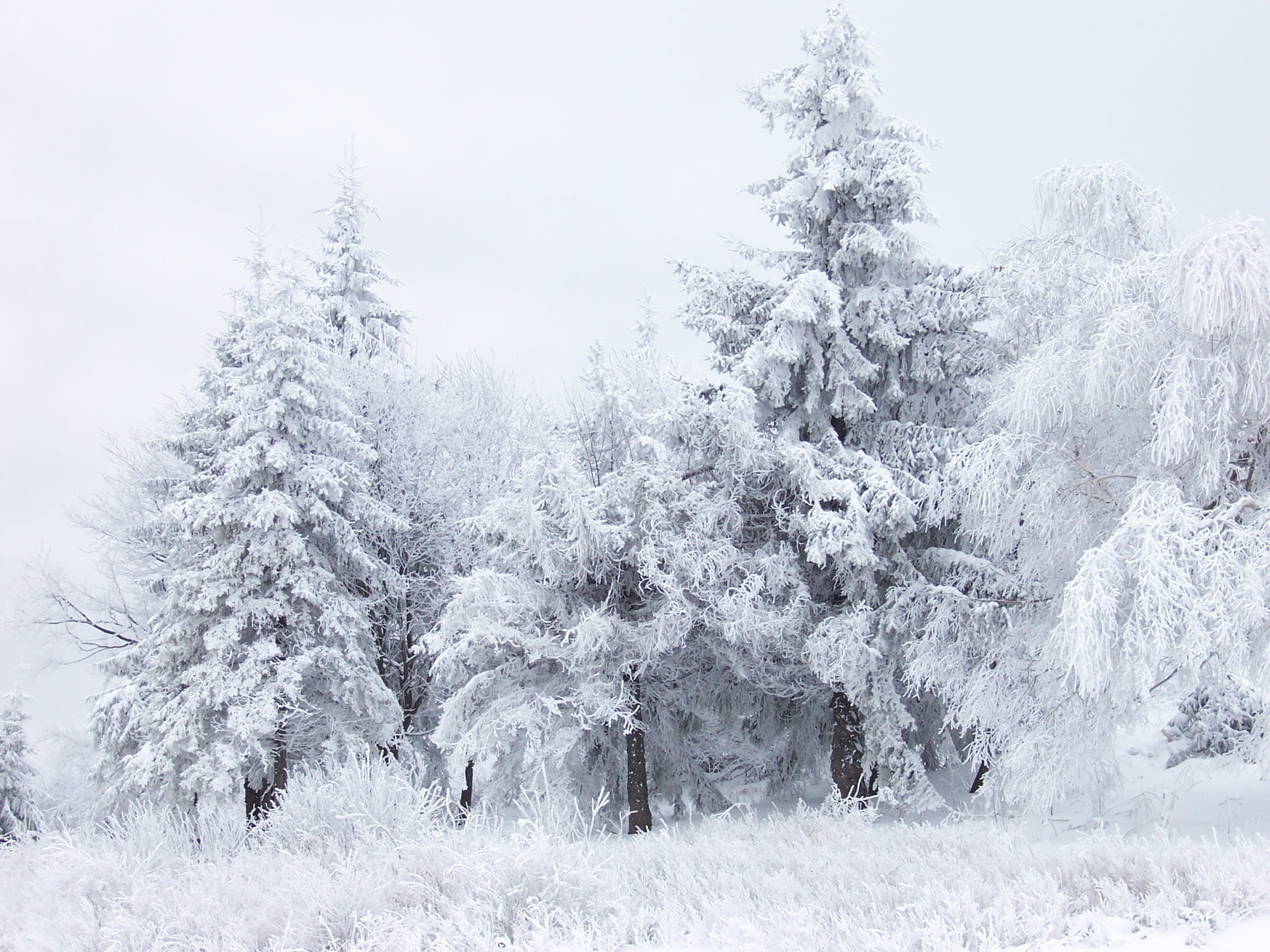
نمایی در زمستان

گذرگاه شیپکا (به بلغاری: Shipchenski ،prohodШипченски проход) (ارتفاع: ۱۱۵۰ متر/۳۲۸۰ فوت) گذرگاهی کوهستانی در رشته کوه‌های بالکان است که در خاک کشور بلغارستان قرار دارد. این گذرگاه در مرز استان‌های استارا زاگورا و گابرووو قرار دارد.

## نگارخانه

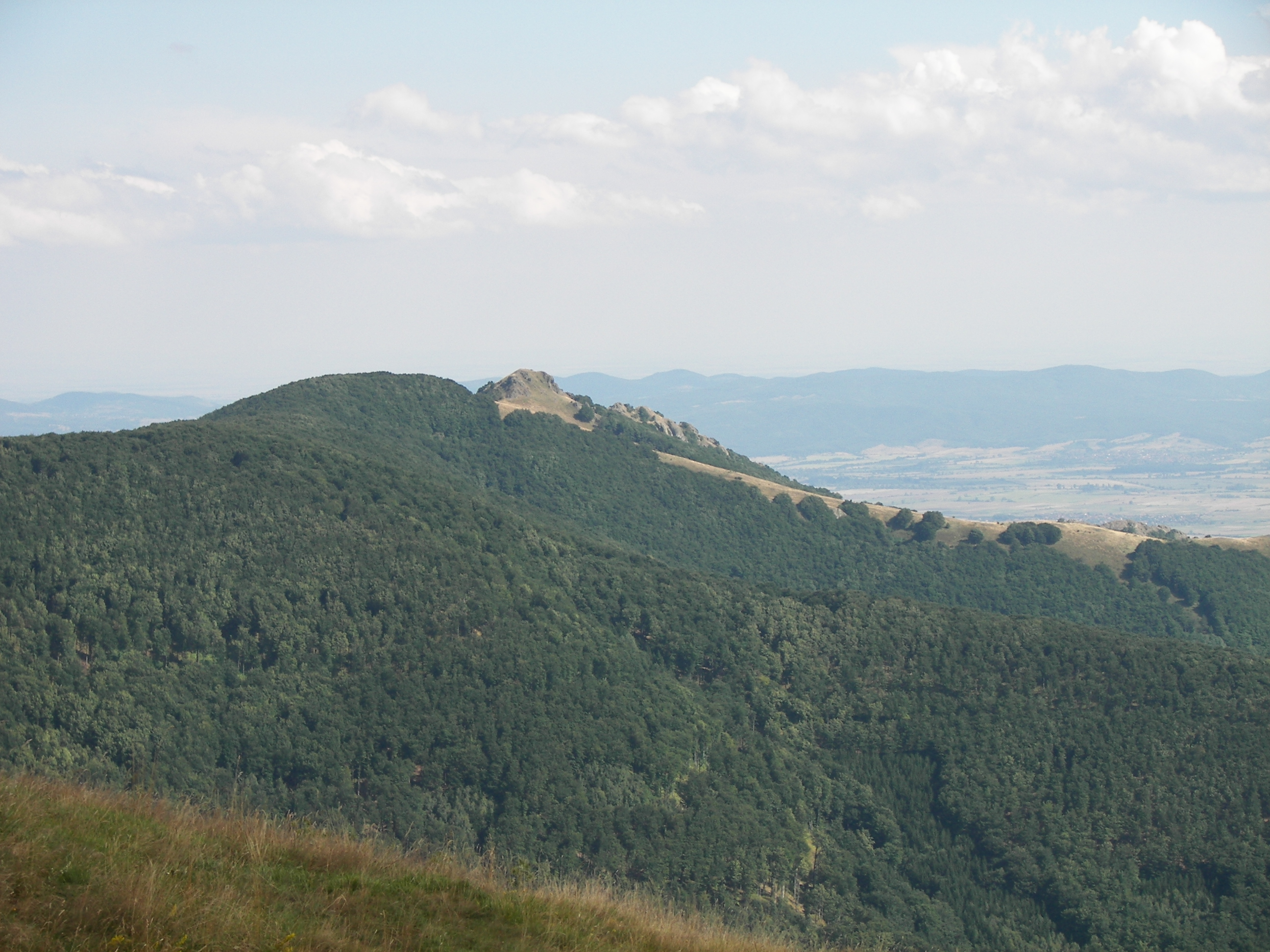
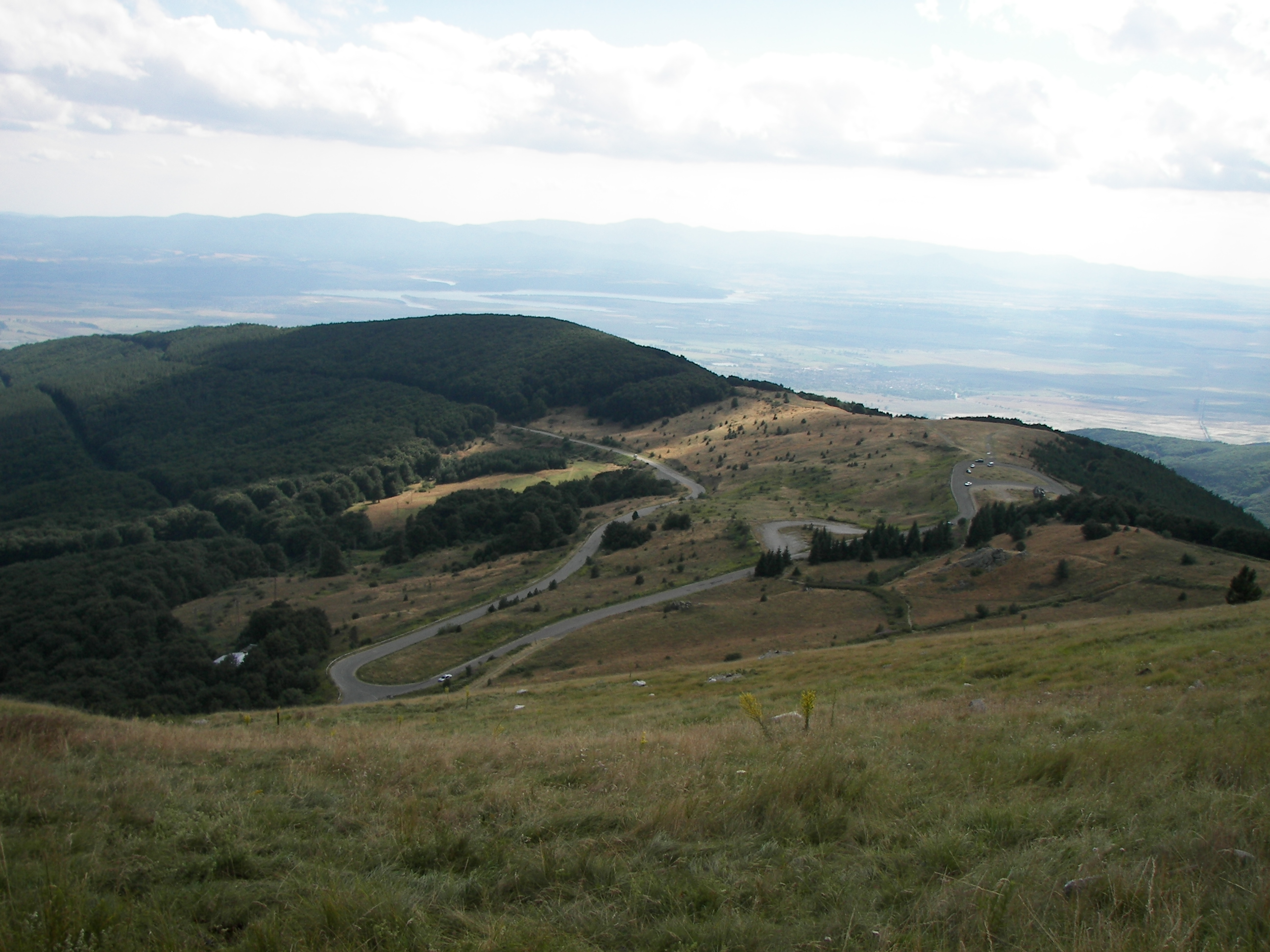
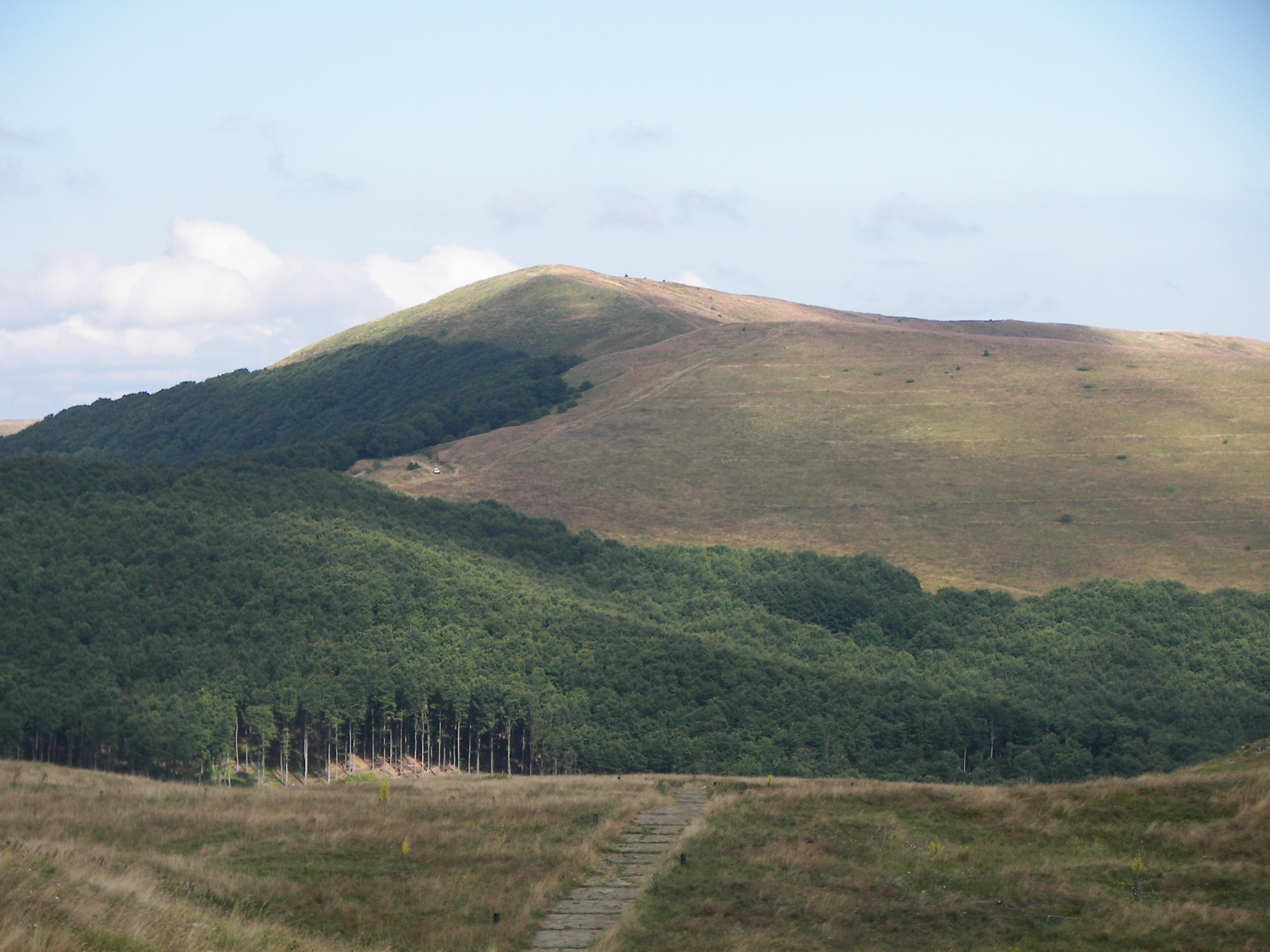
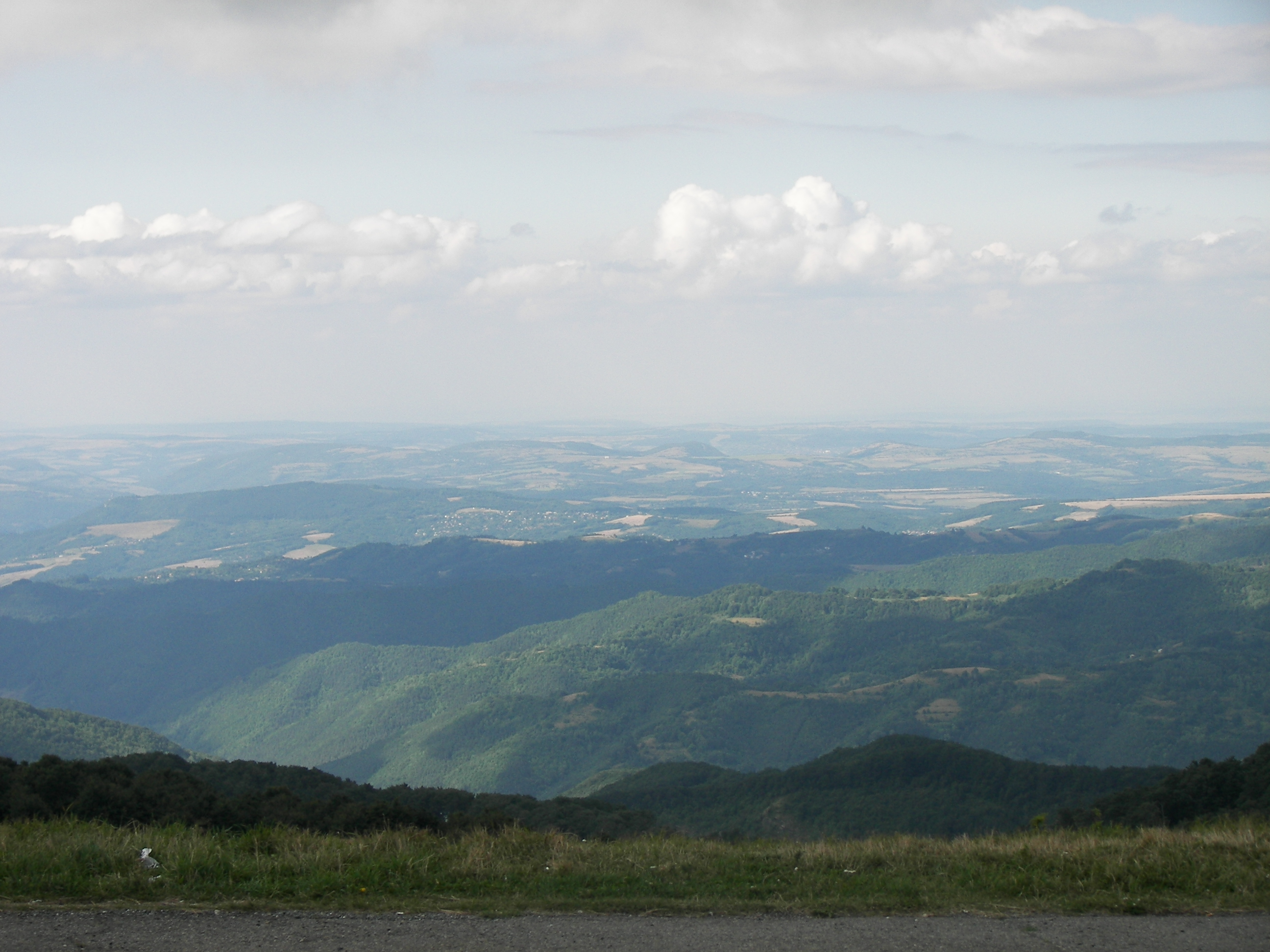
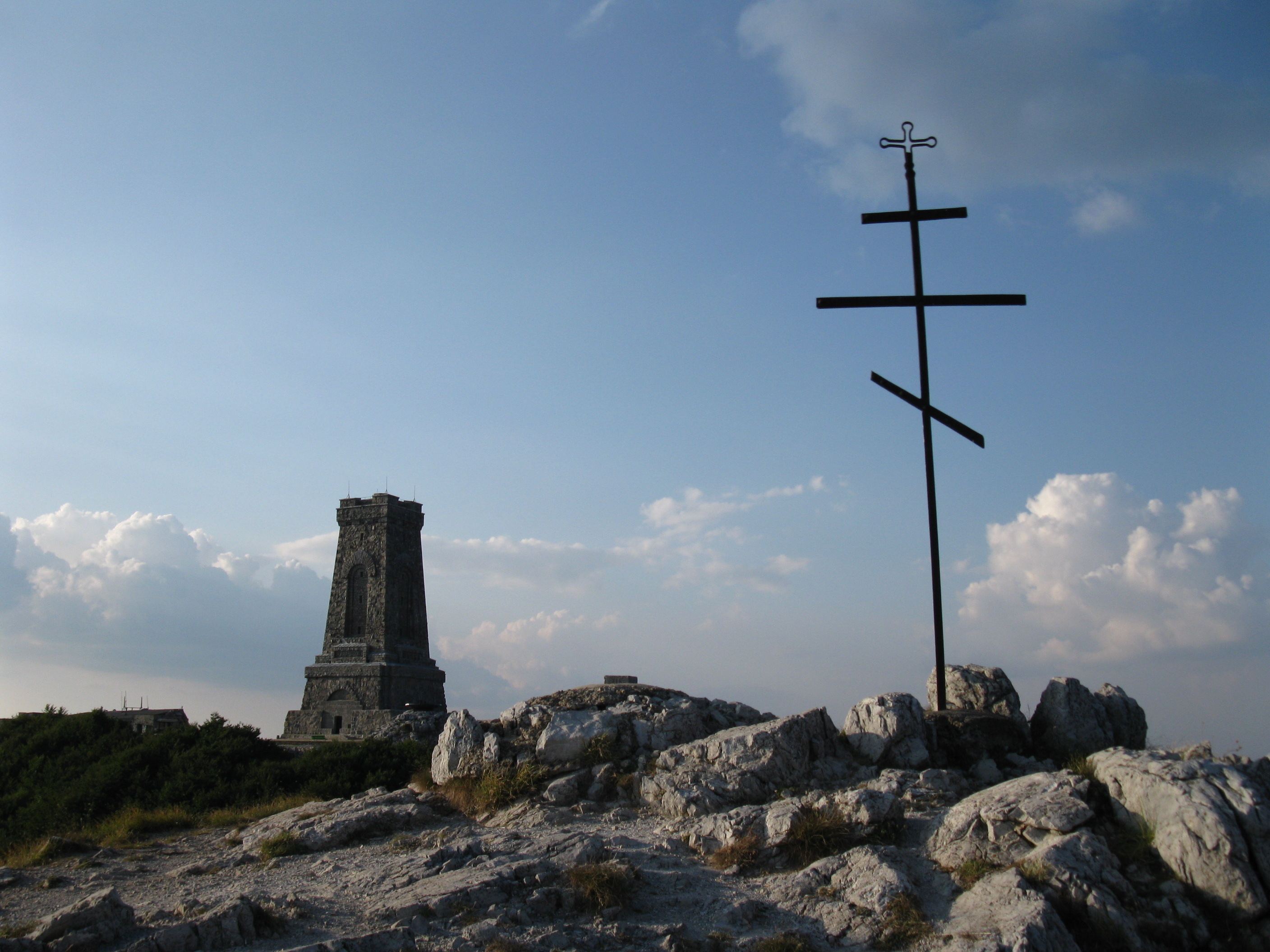
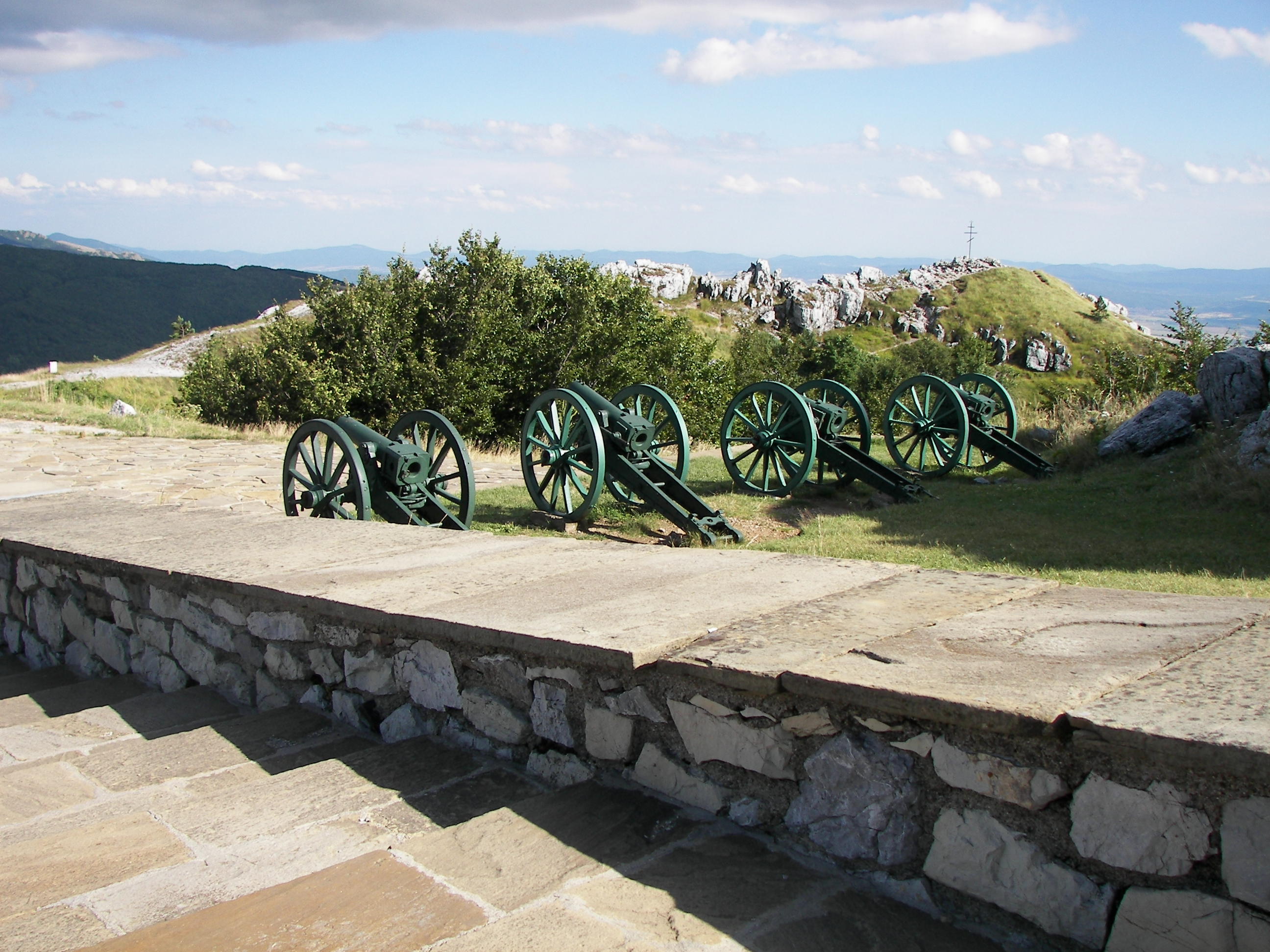
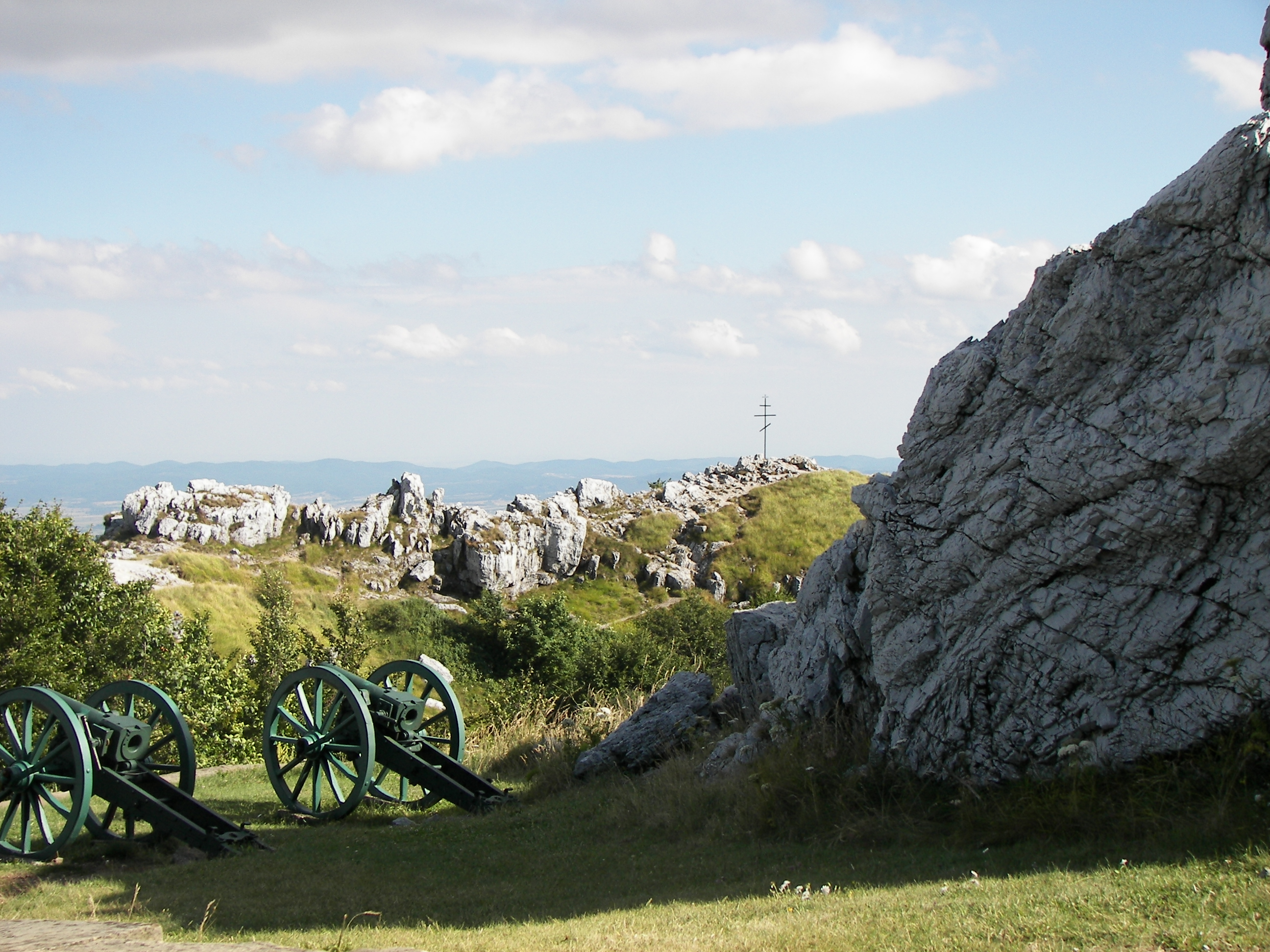
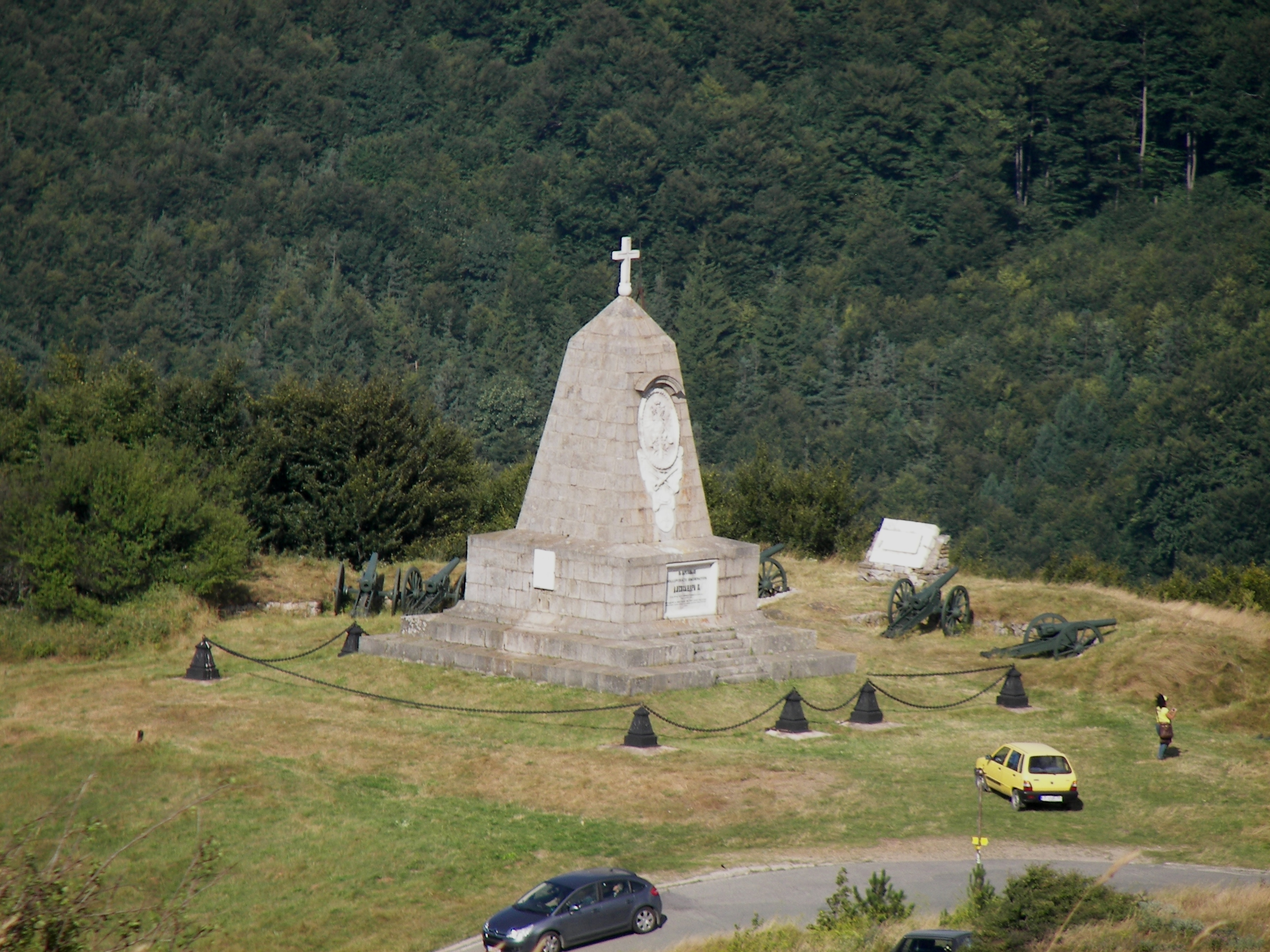
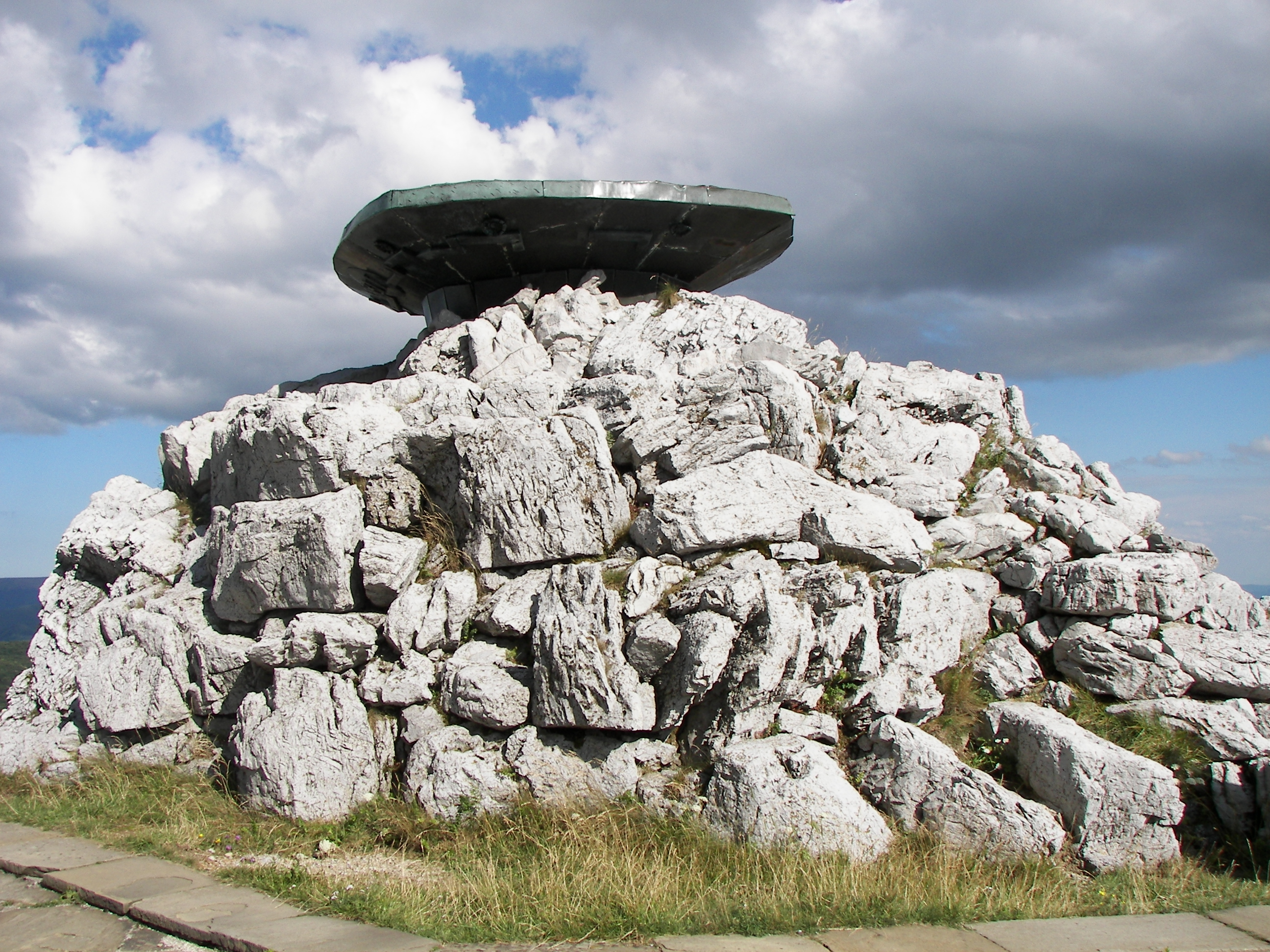